# Юнус Емре (квартал в Султангази)
„Юнус Емре“ (на турски: Yunus Emre) е квартал на Истанбул, разположен в градска околия Султангази. Общата му площ е 1,3 км2. Според данни на Адресната система за регистриране на населението (ABPRS) към 2024 г. населението на „Юнус Емре“ е 52 061 жители.